# 半棒術
半棒術（はんぼうじゅつ）とは、半棒と呼ばれる3尺（約90cm）程度の棒を遣う日本の伝統武術。明治時代以降はステッキ術、短杖術という名称が用いられる場合もある。

## 概要
一般的には六尺棒の半分の長さの三尺棒であることから「半棒」と称する事が多いが、棒術、杖術、乳切木術、半棒術等の区分は、各流派によって定義が様々である。例えば、四尺棒や五尺棒のことを半棒と呼ぶ場合もあり、あるいは、通常は振り杖もしくは乳切木（チギリギ）等と呼ばれる、分銅鎖をとりつけた棒のことを「半棒」と称する流派などもあって、実際には明確に分ける事は困難である。
江戸時代の捕方では、捕具として六尺棒のほかに半棒も使用している。また、町人が自衛用・闘争用に半棒を所持するという記述が江戸時代の随筆に見られる。
専門流派
- 内田流短杖術（明治時代に神道夢想流杖術をもとにステッキ術として創案される。神道夢想流に併伝）

棒術・杖術流派の一部
- 九鬼神流半棒術（九鬼神流棒術に附属。九鬼神流棒術とともに高木流柔術に併伝）
- 竹生島流半棒術
- 無辺要眼流半棒術（諸賞流宗家が継承していた時期があったが、現在は別々に伝承）
- 今枝新流短杖（今枝新流杖術に附属）

薙刀流派の一部
- 楊心流半棒術

## 関連文献
- 名和弓雄『間違いだらけの時代劇』（河出文庫、1989年）
- 名和弓雄『続　間違いだらけの時代劇』（河出文庫、1994年）